# Hister pharaonis
Hister pharaonis är en skalbaggsart som beskrevs av Schmidt 1889. Hister pharaonis ingår i släktet Hister och familjen stumpbaggar. Inga underarter finns listade i Catalogue of Life.